# 마리아님이 보고계셔의 등장인물 목록
아래 내용은 소설, 만화, 애니메이션, 영화 등으로 제작된 마리아님이 보고 계셔에 등장하는 인물의 목록이다.

## 릴리안 여학원

### 산백합회
- 순서는 홍·백·황에 고학년-저학년

오가사와라 사치코(小笠原祥子)성우는 이토 미키(伊藤美紀). 영화판은 하루. 오가사와라 가문의 무남독녀로 자매 제도상 후쿠자와 유미의 언니이자 미즈노 요코의 동생. 1, 2, 3학년 전부 소나무 반. 現 홍장미(로사 키넨시스). 기품 있고 우아한 아가씨의 전형이다. 지는 걸 싫어하며 좋고 싫은 게 분명하다. 벚꽃, 은행, 성게, 남자를 싫어하며 사촌인 카시와기 스구루와는 약혼한 사이이다.
후쿠자와 유미(福澤祐巳)성우는 우에다 카나(植田佳奈). 영화판은 미키 호노카. 그녀의 시점이 주가 되어 작품이 전개된다. 현재 2학년 소나무 반에 재학 중이며, 시마즈 요시노, 야마구치 마미, 다케시마 츠타코와 같은 반. 現 홍장미 봉오리(로사 키넨시스 앙 부통)이다. 1남 1녀 중 첫째로 4월생. 리본으로 묶은 트윈테일을 하고 있다. 평범의 전형을 보여주던 인물이지만 산백합회와 연을 맺게 된 이후 학원 내에서 주목받는 인물이 되었다. 자매 제도상의 언니는 오가사와라 사치코, 동생은 마츠다이라 토오코.
마츠다이라 토오코(松平瞳子)성우는 쿠기미야 리에(釘宮理恵). 오가사와라 사치코의 먼 친척. 사치코를 '사치코 언니'라고 부른다. 릴리안 여학원 고등부 1학년 동백나무 반. 니죠 노리코, 호소카와 카나코와 같은 반이다. 연극부 소속으로 자매 제도상의 언니는 후쿠자와 유미.(現 로사 키넨시스 앙 부통[인 라이브러리에서 당선되어 로사 키넨시스가 된다]) 동인계에서 부르던 '드릴'이라는 별명이 '전동 드릴'로 작가 콘노 오유키에 의해 공인되었다. 소설 내에서 비슷한 별명이 많다. 예상했던 것 이외로 전후 사정이 복잡한 캐릭터이며 이 캐릭터의 성격을 이해하는 데 지난한 복기가 요구되며,과거는 27권 《당신을 찾아서》에서 공개된다. 29권에서 성모상 앞에서 사치코가 보는 가운데 유미와 자매의식을 맺는다.
토도 시마코(藤堂志摩子)성우는 노토 마미코(能登麻美子). 영화판은 다카다 리호. 현재 리리안 여학원 고등부 2학년 등나무 반. 현 백장미(로사 기간티아). 자매 제도상의 언니인 사토 세이와는 2년의 차이가 있기 때문에 자매의 연을 맺자마자 백장미 봉오리(로사 기간티아 앙 부통)가 되었고, 2학년이 되어 백장미가 되었다. 환경정비위원회에서도 활동하고 있다. 서양 인형과 비교되는 외모를 갖고 있으며, 일본 전통무용을 배웠다. 은행, 벚꽃, 콩자반을 좋아하며 취미는 은행 줍기. 천주교회에서 운영하는 학교에 다니고 있지만 아버지는 쇼구지(小寓寺)의 주지스님이다. 이 사실에 대해 콤플렉스가 있다. 천주교수녀가 되려고 중등부 때부터 릴리안 여학원에 다녔다. 자매 제도상으로 니죠 노리코의 언니.
니죠 노리코(二條乃梨子)성우는 시미즈 카오리(清水香里). 고등부 때부터 릴리안 여학원을 다니기 시작했으며 1학년 동백나무 반으로 호소카와 카나코, 마츠다이라 토오코와 같은 반. 토오코를 특별히 걱정해 준다. 자매 제도상의 언니인 토도 시마코가 백장미이기 때문에 현 백장미 봉오리(로사 기간티아 앙 부통)이다. 취미는 불상 감상이지만 불교 신자는 아니다. 집이 멀리 떨어져 있기 때문에 숙모 댁에서 하숙 중이다. 일본 인형과 비교되는 외모를 지녔다.
하세쿠라 레이(支倉令)성우는 이토 시즈카(伊藤静). 현재 릴리안 여학원 고등부 3학년 국화 반. 現 황장미(로사 페티다). 통칭 '미스터 릴리안'. 검도부 소속이며 짧은 머리와 보이쉬함 덕에 붙은 별명이지만 취미는 과자 만들기와 뜨개질, 순정 소설 읽기이다. 집은 학교에서 매우 가깝다. 자매 제도상의 언니는 토리이 에리코, 동생은 시마즈 요시노. 사촌 간이기도 한 시마즈 요시노에게 약하다.
시마즈 요시노(島津由乃)성우는 이케자와 하루나(池澤春菜). 영화판은 미야케 히토미. 릴리안 여학원 고등부 2학년 소나무반으로 후쿠자와 유미, 야마구치 마미, 다케시마 츠타코와 같은 반. 現 황장미 봉오리(로사 페티다 앙 부통). 심장이 약했지만 1학년 때의 11월 30일에 수술을 받고 건강을 되찾는다. 무협물과 스포츠 관람을 좋아한다. 집 안에서만 큰소리치는 타입, 2학년 때 검도부에 들었다. 자매 제도상의 언니는 하세쿠라 레이. 동생은 아리마 나나로 예정되어 있음. 하세쿠라 레이와는 사촌 간이기도 하다.
아리마 나나(有馬菜々)성우는 나바타메 히토미(生天目仁美) 20권 '쇠르 오디션'에서 처음 등장하며 고등부로 올라오면서 요시노의 쇠르가 된다. 친언니 3명은 모두 오오나카 여자고등학교(릴리안 여학원 고등부와는 검도로 숙적) 출신이다.

### 졸업생
- 순서는 홍·백·황.

선대 로사 키넨시스프리미엄 북에 수록된 단편 'Answer'에서만 나온다. 미즈노 요코의 자매 제도 상의 언니.
미즈노 요코(水野蓉子)성우는 시노하라 에미(篠原恵美). 현재는 모 대학교의 법학과 1학년에 재학 중. 고등부 3학년 때는 동백나무 반이었다. 前 홍장미(로사 키넨시스). 세 장미 중 가장 카리스마 있는 모습을 보여준다. 자매 제도상으로는 오가사와라 사치코의 언니. 중등부부터 릴리안 여학원에 다녔으며, 수석으로 입학하여 신입생 대표 입학선서를 낭독한 적이 있다. 스스로 참견쟁이임을 자인한 적이 있다.
선대 로사 기간티아성우는 타카야마 미나미(高山みなみ). 자매 제도상 사토 세이의 언니. 선대 중 유일하게 애니메이션에 출연하였다. '얼굴이 마음에 든다'라는 이유로 사토 세이를 동생으로 맞이했다. 졸업 후 사토 세이의 뒤치닥거리를 미즈노 요코에게 일임.
사토 세이(佐藤聖)성우는 토요구치 메구미(豊口めぐみ). 현재 릴리안 여대 영미문학과 1학년에 재학 중. 前 백장미(로사 기간티아). 조각같은 외모를 지녔으며 고등부 2학년이 끝났을 때를 기점으로 성격의 변화가 있었다. 12월 25일생. 후쿠자와 유미가 산백합회의 일원이 된 이후로는 유미를 끌어안기 좋아하는 변태 중년 남성풍의 캐릭터로 비춰지고 있다. 사토 세이의 성장일기가 소설의 일정 부분을 이루고 있다는 점에서 상당히 비중 있는 캐릭터. 리리안 여자대학교에 다니고 있다는 것을 이용하여 아직도 가끔씩 등장하기도 한다.
선대 로사 페티다슈에이샤(集英社) 2006년 요리도라 드라마 CD의 성우는 미츠이시 코토노(三石琴乃). 슈에이샤(集英社) Cobalt 2006년 4월호에 수록된 단편 '노란 실(黃い絲)' 과 프리미엄 북에 수록된 단편 'Answer'에 등장한다.
토리이 에리코(鳥居江利子)성우는 나바타메 히토미(生天目仁美). 릴리안 여학원 고등부 3학년 국화반. 前 황장미(로사 페티다). 현재는 모 대학교의 예술학부 1학년에 재학 중. 별다른 노력을 기울이지 않아도 평균 이상의 성과를 해내기 때문에 늘 따분한 표정을 지으며 특이하거나 의외성이 있는 것에는 사족을 못 쓴다. 릴리안에서 가장 타이를 깔끔하게 잘 맨다. 에리코라면 죽고 못 사는 시스콘인 아버지와 오빠 3명이 있다. 하나데라 학원 고등부의 과학교사인 야마노베과 사귀는 중.

### 재학생
- 순서 없음

타케시마 츠타코(武嶋蔦子)성우는 사토 리나(佐藤利奈). 작품 전체를 통틀어 유일한 안경 캐릭터. 2학년 소나무 반. 후쿠자와 유미와는 2년동안 같은 반이다. 사진부의 부부장이지만 사실상의 에이스. 항상 카메라를 손에서 놓지 않는다. 피사체는 '여고생'에만 국한되어있다. 촬영은 도촬에 가깝지만 전시나 공개는 피사체의 허가를 맡는다. 거절당할 경우 필름까지 소거한다고. 사진 찍히는 쪽에는 서지 않는다. 자매 제도상의 언니와 동생이 없는 싱글.하지만 쇼코를 동생으로 삼을 생각인것 같다.
츠키야마 미나코(築山三奈子)성우는 가이다 유코(甲斐田裕子). 릴리안 여학원 고등부 3학년. 신문부장이었으며 3학년 여름방학을 기점으로 은퇴했다. 야마구치 마미의 자매 제도상의 언니이다. 신문부 시절에는 특종에 집중한 나머지 상당히 센세이셔널하고 질 낮은 기사를 뽑아내는 경우가 많아 이리저리 빈축을 샀다.
야마구치 마미(山口真美)성우는 사이토 치와(斉藤千和). 릴리안 여학원 고등부 2학년 소나무 반으로, 후쿠자와 유미, 시마즈 요시노, 다케시마 츠타코와 같은 반. 신문부의 현 부장. 자매 제도상의 언니인 츠키야마 미나코보다는 좀 더 나은 것 같지만 다케시마 츠타코와 함께 폭주한 적도 있다. 7:3의 깻잎머리, 줄여서 '73'. 20권 '스루 오디션'에서 동생을 얻었다.
카츠라(桂)성우는 시타야 노리코(下屋則子). 현재 릴리안 여학원 고등부 2학년. 테니스부 출신. 교내의 가쉽거리에 정통하다. 원작에서부터 출현 빈도가 굉장히 낮아 존재감이 없다. 자매 제도상의 언니는 테니스부의 선배로 입부한 당일 자매의 의식을 치렀다. 테니스부의 부부장에게 졸업식 날 라켓을 물려받기도 했다. 가끔 유미에게 정보를 주지만 출연은 거의 없고 간접적으로 언급이 되는 경우도(굉장히 가끔) 있다. 그래서 동인계에서는 '로사 카츠라'라고 부르기도 한다. 뜻은 '평범한 장미님'(並薔薇さま).
호소카와 카나코(細川可南子)성우는 코시미즈 아미(小清水亜美). 후쿠자와 유미의 열렬한 팬이며 남성혐오증 환자. 유미에 대해 가진 환상도 남성혐오에서 기인한 듯하다. 사토 세이에 의해 '철사'라는 별명이 붙어있다. 1학년 동백나무 반. 고등부부터 릴리안 여학원에 다녔다. 니죠 노리코, 마츠다이라 토오코와 같은 반이다. 후쿠자와 유미의 동생 후보 중 하나였으나 자진 사퇴. 18권 이후 남성 혐오는 어느 정도 극복된 것 같으며 농구부에 들었다. 마츠다이라 토오코와의 어색했던 사이도 많이 호전되었다. 키가 크며 머리가 길다. 밝혀진 바에 따르면 키는 179 cm.
나이토 쇼코(内藤笙子)성우는 이노우에 마리나(井上麻里奈). 릴리안 여학원 고등부 1학년.
타누마 치사토(田沼ちさと)성우는 다카하시 미카코(高橋美佳子). 릴리안 여학원 고등부 2학년. 검도부 소속. 하세쿠라 레이의 팬. 요시노의 라이벌까지 되는 듯했으나 이렇다 할 사건은 없고,2년 연속 발렌타인데이 황장미 카드를 찾음.
우자와 미후유(鵜沢美冬)성우는 카이다 유키(甲斐田ゆき). 릴리안 여학원 고등부 3학년. 2학년 때는 오가사와라 사치코와 같은 반이었다. 6권 '발렌티누스의 선물 후편'에 수록된 단편 '빨간 카드'의 주인공. 유치원에서 만난 사치코를 동경하고 있었다. 고등부 때 릴리안 여학원으로 돌아왔으나 사치코는 그녀를 기억하지 못하고 있었다.
타카기 츠카사(高城典)연극부 부장.
아사쿠라 모모릴리안 여학원 고등부 1학년. 니죠 노리코, 마츠다이라 토오코와 같은 반. 1년 선배인 츠츠이 타마키는 (어머니가 재혼한 결과) 새아버지의 친척이라서 복잡한 관계인 듯하다.

### 기타
- 순서는 등장순서

야마무라(山村) 선생성우는 오하라 사야카(大原さやか). 후쿠자와 유미의 1학년 때 담임교사. 검도부의 지도교사.
호시나 에이코(保科栄子)성우는 유야 아츠코(湯屋敦子). 릴리안 여학원 고등부의 양호교사.
우에무라 사오리(上村佐織)릴리안 여학원 고등부의 교장 수녀이다.
쿠보 시오리(久保栞)성우는 나카가와 아키코(中川亜紀子). 고등부 때부터 릴리안 여학원에 다녔고, 1학년 때에는 오가사와라 사치코와 같은 반이었다. 입학한 그 해 12월에 전학갔다. 백장미 봉오리 시절의 사토 세이와는 친구 이상 연인 미만의 관계. 사토 세이와 금기시되는 과거가 있었다. 고등부 졸업 후 수녀원에 입회하기로 되어 있다.
카니나 시즈카(蟹名静)성우는 리노(りの). 릴리안 여학원 고등부 2학년 등나무반 10번이었으며, 합창부원이며 도서위원이다. 통칭 '로사 카니나'. 사토 세이를 동경하며 장미 선거에 출마했다 낙선한 적이 있다. 현재는 이탈리아에서 유학 중. 토도 시마코의 1년 선배였으며 펜팔 친구.
고론타(ゴロンタ)릴리안 여학원 고등부를 돌아다니는 고양이. 새끼였을 때 까마귀가 덮치는 걸 세이가 구해주었다. 암컷인데도 '고론타'라는 이름이 붙었다. 학년마다 부르는 이름이 다르다. 유미네 학년은 런치, 사치코네 학년은 메리, 세이네 학년은 고론타. 애니메이션에서 시마코는 고론타라고 부른다.
사토 노부코(佐藤信子)사토 세이와 같은 성씨를 쓴다. 릴리안 여학원에서 보낸 학창시절의 1/3 동안 둘은 같은 반이었지만 사토 세이는 그것을 졸업식 때 알아차렸다. 사토 세이에게 동생이 생기기 전까지 산백합회의 일을 몇번 도와주기도 했다.
카토 케이(加東景)성우는 사이가 미츠키(斎賀みつき). '레이니 블루' 에피소드 레코딩 당일 성우가 정해졌다고 한다. 릴리안 여대 사토 세이의 과 동기. 하지만 1살 많다. 릴리안 여학원에는 대학교 때 발을 들여놓았다.
아오타 미츠오(青田三津男)후쿠자와 유미의 중등부 시절 1학년 담임. 유미의 소중한 우산을 되찾아 주었다. 학생들로부터 '미피'라고도 불린다.
쌍둥이 유미(福沢祐巳の双子)15권 '레디, 고!'에서 언급되었다. 우주비행사로 지금은 화성에 가 있다는 설정. 호소카와 카나코가 기대하고 있던 유미의 모습. 다른 것으로는 프리미엄 북의 오타로 유미와 유키가 쌍둥이로 소개되어있는 것을 가리킨다.
카토리 마키(鹿取真紀)릴리안 여학원 고등부 2학년 소나무 반 담임. 16권 '버라이어티 기프트'의 단편 '성탄제의 기적'에도 등장한다.
나이토 쇼코(内藤笙子)릴리안 여학원 고등부 1학년. 16권 '버라이어티 기프트'에 수록된 단편 '쇼콜라와 초상화'에 등장한다. 당시 중등부 학생이었지만 발렌타인 이벤트에 릴리안 여학원 고등부에 다니는 친언니의 교복을 빌려 참가했다. 20권 '쇠르 오디션'에 재등장한다. 다케시마 츠타코를 따라 사진부에 입부했다.
이가와 아미(井川亜美), 에모리 치호(江守千保)릴리안 여학원 고등부 1학년 복숭아반. 27권 '너를 찾아서'에서 처음 등장한다. 릴리안 여학원 고등부에서 2번째로 열린 밸런타인데이 카드 찾기의 이후 행사로 열린 토도 시마코와의 데이트에서 소동 아닌 소동을 일으킨다.

## 하나데라
- 학년 순

야마노베(山辺)하나데라 학원 고등부의 과학과 임시교사. 공룡을 좋아하는 로맨티스트. 곰같이 생겼다는 평을 듣는다. 사별한 아내와 딸이 하나 있다. 도리 에리코와 사귀는 중. 참고로 둘은 10살 차이.
가시와기 스구루(柏木優)애니메이션 성우는 히야마 노부유키(檜山修之). 전 하나데라 학원 고등부 학생회장. 현 하나데라 대학교 1학년. 졸업 후에도 하나데라 고등부에 가끔 얼굴을 비치기도 한다. 고등부에서의 별명은 '빛나는 그대'(光の君; '겐지모노가타리'의 주인공 히카루 겐지(光源氏)의 이름에서 따왔다.) 사촌인 오가사와라 사치코와는 약혼한 상태. 오가사와라 기업의 총수가 되기로 예정되어 있다. 동성애적 성향이 있다. 사토 세이와의 사이는 좋지 않다.
야쿠시지 아키미츠(薬師寺昌光)·야쿠시지 토모미츠(薬師寺朋光)애니메이션 성우는 둘 다 스기타 토모카즈(杉田智和). 하나데라 고등부 3학년으로 학생회 고문. 각각 '월광'(月光), '일광'(日光)으로 불린다. 쌍둥이. 키가 2미터에 가깝다.
후쿠자와 유키(福沢祐麒)애니메이션 성우는 이치키 미치히로(市来光弘). 후쿠자와 유미의 남동생. 연년생이지만 학년은 같은 2학년. 현재 하나데라 학원 고등부 학생회장. 유미보다 키가 크고 '유키치'(ユキチ)라는 별명이 있다. 가시와기 스구루의 총애(여러 가지 의미로)를 받고 있다. 4월 1일생. 시스터 콤플렉스.
아리스가와 긴타로(有栖川金太郎)애니메이션 성우는 미나가와 준코(皆川純子). 하나데라 고등부 2학년으로 학생회 서기. 성 정체성은 여성에 가깝다. 애칭 '아리스(앨리스)'
고바야시 마사무네(小林正念)애니메이션 성우는 스즈키 치히로(鈴木千尋). 하나데라 고등부 2학년으로 학생회 회계. 수학만 잘 한다.
다카다 마가네(高田鉄)애니메이션 성우는 미야케 겐타(三宅健太). 하나데라 고등부 2학년. 학생회 멤버. 취미는 몸 만들기.하나데라 축제를 하기전 리리안 산백합회와 만났을 때 하마터면 사치코의 남성혐오증을 발동 시켜버릴뻔 했던 자이다.

## 기타
- 순서 없음

후쿠자와 미키(福沢みき)릴리안 고등부 1학년 복숭아반. 이름인 '미키'는 제주(祭酒)에서 따왔다고 한다. 후쿠자와 남매의 어머니. 결혼하기 전의 이름은 '호리베 미키'(祝部みき). 19권 '인 라이브러리'에 수록된 단편 '도서관의 책'에 등장한다.
사-코(さーこ)19권 '인 라이브러리'에 수록된 단편 '도서관의 책'에 등장한다.
후쿠자와 유이치로(福沢祐一郎)애니메이션 성우는 하마다 켄지. 19권 '인 라이브러리'에 수록된 단편 '도서관의 책'에서 이름이 밝혀진다. 건축설계사무소장. 후쿠자와 자매가 갖고 있는 너구리 얼굴의 원조격.
오가사와라 토루(小笠原融)오가사와라 사치코의 아버지. 15권 '레디, 고!'에서 첫 등장.
오가사와라 사야코(小笠原清子)오가사와라 사치코의 어머니. 요리는 잘 하지만 시간이 굉장히 오래 걸린다. 아침에 요리를 시작하면 저녁 때 끝날 정도. 편의점 음식을 좋아한다.
사이코(彩子)애니메이션 성우는 다케무라 요시코(竹村叔子). 오가사와라 사치코의 외할머니.
시마코의 아버지애니메이션 성우는 사와키 이쿠야(沢木郁也). 쇼구(小寓)사의 주지승이며, 하나데라 학원에서 강연한 적이 있었다고 한다. 인간적으로 재밌다는 시마코의 평이 있다.
카스가 세이코(春日せい子)애니메이션 성우는 미야데라 도모코(宮寺智子). 3권 '가시나무 숲'에 등장하며 큐테이샤 코스모스 문고에서 일하고 있다. 릴리안 여학원 졸업생
스가 세이(須加星)큐테이샤 코스코스 문고에서 데뷔작이자 자전소설인 '가시나무 숲'을 냈다. 펜네임 외에 모든 게 비밀.
사사키(佐々木)애니메이션 성우는 히구치 아카리(樋口あかり). 큐테이샤 코스모스 편집부에서 일하고 있다. '스가 세이'의 담당 편집자.
이케가미 유미코(池上弓子)가토 게이가 묵고 있는 하숙집의 주인. 릴리안 여학원 졸업생.
도리이 가의 남자들아버지는 릴리안의 PTA(학부모-교사 협의회)의 부회장. 장남은 풋볼 선수. 차남은 치과의사. 막내는 배우. 네 명 모두 에리코에게 푹 빠진다.
마츠이(松井)오가사와라 가문의 전속 운전기사.
사와무라(沢村) 부부12권 '어린 양들의 휴가'에 등장하며 오가사와라 가문의 별장을 관리하고 있다. 남편의 이름은 '겐스케'(源助), 부인은 '기요'(沢村).
아야노코지 기쿠요(綾小路菊代)·교고쿠 기에코(京極貴恵子)·사이온지 유카리(西園寺ゆかり)12권 '어린 양들의 휴가'에 등장하는 졸부영애 3인방. 세대를 본다면 요즘같은 세상에 참 보기 드문 인간상이다.어린 양들의 휴가에서 유미를 골탕먹이려다가 오히려 자신들이 당해버리는 상황이 발생했었다. 애니메이션 성우는 각각 코바야시 유우(小林ゆう)·다니이 아스카(谷井あすか)·아사노 마스미(浅野真澄).

## 같이 보기
- 마리아님이 보고계셔